# کوه کورورا
کوه کورورا (انگلیسی: Mount Cooroora)در شهر پومونا در منطقه سان شاین کوست، کوئینزلند، استرالیا واقع شده‌است. اوج پلاگین آتشفشانی آن ۴۳۹ متر ارتفاع دارد.